# Melisa Rodríguez Hernández
Melisa Rodríguez Hernández (Londres, 9 de julio de 1986) es una arquitecta y expolítica española, conocida por su implicación en Ciudadanos. Ocupó el puesto portavoz adjunta del Grupo Parlamentario de Ciudadanos en la XII legislatura de España.

## Biografía
Nació en Londres debido a que sus padres tuvieron que emigrar de Canarias para labrarse un futuro, estando más de quince años en la capital de Inglaterra. Cuando apenas tenía dos años, sus padres se instalaron nuevamente en Canarias porque querían que su hija sintiera el calor de España y su tierra.
Estudió Arquitectura en la Universidad Politécnica de Cataluña, donde tuvo sus primeros conocimientos de Ciudadanos. Esto hizo que al volver a La Palma se afiliara a la formación naranja. Asimismo es experta en energías renovables (Máster por la Universidad Europea de Canarias). 
Antes de involucrarse en política y ser reconocida por los españoles, estuvo involucrada en una ONG y en un negocio en Tenerife. Con respecto a lo primero, estuvo en Cabo Verde en una ONG que ayudaba a la conservación de una tortuga autóctona. Con respecto a lo segundo, montó una pequeña tienda de joyas, denominada Lepa Punca  encargándose del diseño de las mismas.
Tras dejar la política en 2021 culmina sus estudios de Máster en Desarrollo Directivo, Inteligencia Emocional y Coaching en la EAE Business School, según figura en su cuenta de LinkedIn.

## Trayectoria política
A pesar de su juventud, posee una dilatada trayectoria en la política española, toda en Ciudadanos. Fue candidata a la presidencia del Gobierno de Canarias quedándose a pocos votos de conseguir el acta de diputada en el Parlamento de Canarias. Aunque su partido no consiguió entrar en la Cámara, su persistencia continuó y ganó las primarias de Ciudadanos para ser la cabeza de lista por Santa Cruz de Tenerife consiguiendo el acta en las elecciones generales de España de 2015. Desde el primer momento, Albert Rivera contó con ella para su Ejecutiva haciéndola encargada del sector juvenil. En las elecciones generales de España de 2016 Ciudadanos perdió ocho escaños, pero no el de Santa Cruz de Tenerife, manteniendo su acta.
Con el inicio de la legislatura, Albert Rivera la nombró portavoz adjunta del Grupo Parlamentario de Ciudadanos en el Congreso de los Diputados por detrás de Juan Carlos Girauta.
En la IV Asamblea General de Ciudadanos, Melisa Rodríguez fue nombrada Secretaria de Juventud de la Ejecutiva Nacional y portavoz del Comité Autonómico de Ciudadanos en Canarias. Rodríguez estuvo involucrada en la Comisión sobre la investigación de la financiación irregular del Partido Popular y portavoz de la Comisión de Asuntos Exteriores del Congreso, así como de la Comisión de Energía, siendo conocidas sus intervenciones en prensa sobre el llamado "impuesto al sol".
En las elecciones generales de España de abril de 2019 Melisa Rodríguez volvió a conseguir la victoria en las primarias para encabezar la lista por Tenerife siendo elegida por los militantes y poco después por los ciudadanos, revalidando su acta y manteniendo su posición de portavoz adjunta. Sin embargo, la XIII legislatura no consiguió llevar a término la investidura de ningún candidato y se volvió a elecciones. En las elecciones generales de noviembre de 2019, Ciudadanos fracasó y perdió 47 escaños, entre ellos el suyo, que la llevó a tener que dejar el Congreso después de casi cuatro años.
Al día siguiente, el 11 de noviembre, Albert Rivera dimite como Presidente de Ciudadanos y se forma una gestora, de la que Rodríguez se convierte en la portavoz, dando la cara en multitud de medios y siendo la voz fuera del Parlamento.
En la V Asamblea General de Ciudadanos, Melisa Rodríguez es elegida portavoz de la Ejecutiva Nacional de Inés Arrimadas pero deja de estar en el Comité Autonómico de Ciudadanos en Canarias y deja la Secretaría de Juventud del partido.
El 9 de abril del 2021, hace público un comunicado a través de distintos medios, en el cual indica que se retira de la ejecutiva nacional del partido, agradeciendo tanto a Inés Arrimadas como a Albert Rivera la oportunidad brindada por parte del partido, alegando motivos personales.

## Vida profesional
Tras abandonar el partido, retoma su actividad profesional.
Prosigue promocionando su negocio Lepa Punca, fundada en 2015, y colaborando en diferentes espacios televisivos como La Sexta Explica de La Sexta o Mañaneros de RTVE así como digitales como Artículo 16.
Además, en 2024 fundó en la isla de La Palma Geito Comunicación SL|título=Melisa Rodríguez, exlíder de Ciudadanos en Canarias, crea una empresa de comunicación en La Palma, dedicada a la realización de actividades relacionadas con la comunicación, la celebración de eventos, las relaciones públicas y el marketing. 
También trabaja como profesional independiente en la empresa Atlantico Eme Cubed SL, dedicada a impartir cursos de formación y seminarios, tanto a entidades privadas como públicas.